# غزيم كراسنيكي
غزيم كراسنيكي (بالألبانية: Gezim Krasniqi‏) هو لاعب كرة قدم ألباني في مركز الدفاع، ولد في 5 يناير 1990 في كافايه في ألبانيا. لعب مع بارتيزاني تيرانا ونادي فلامورتاري فلوره.

## وصلات خارجية
- غزيم كراسنيكي على موقع قاعدة بيانات كرة القدم.إي يو (الإنجليزية)
- غزيم كراسنيكي على موقع Soccerway.com (الإنجليزية)
- غزيم كراسنيكي على موقع عالم كرة القدم.نت (الإنجليزية)